# 中川

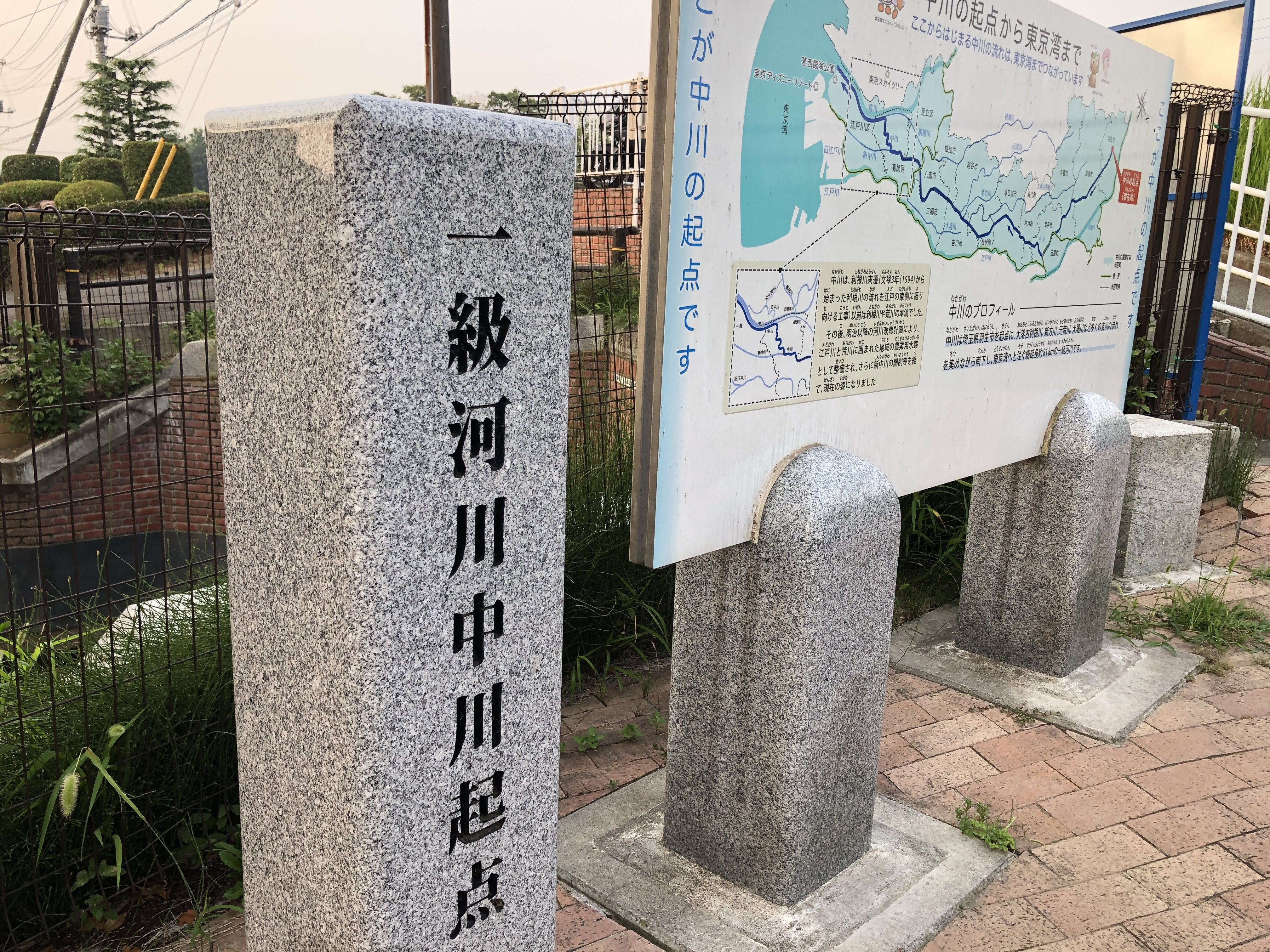
中川起点標石（羽生市東七丁目）

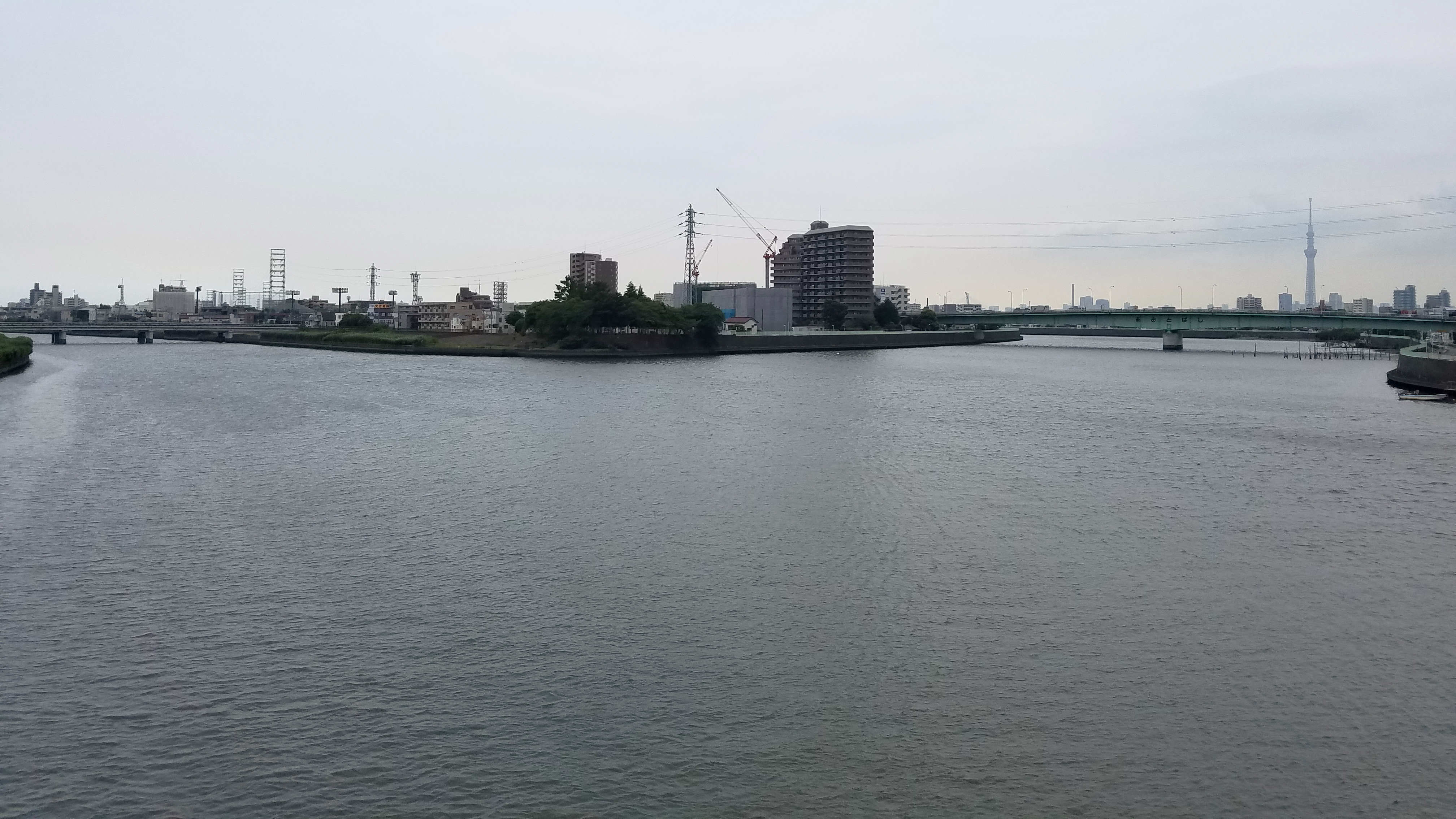
新中川（左手）との分流地点

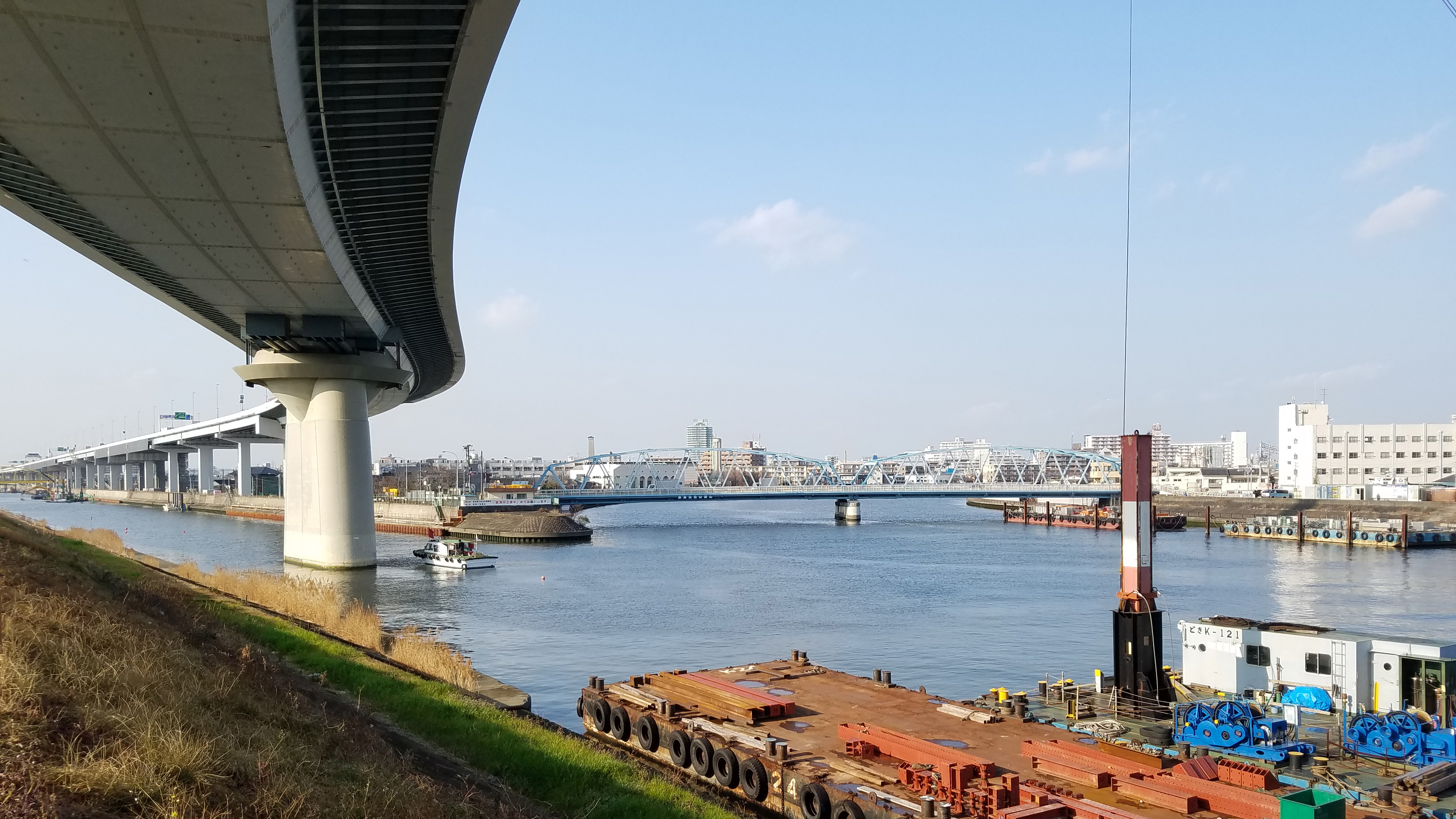
綾瀬川（左手）との合流地点

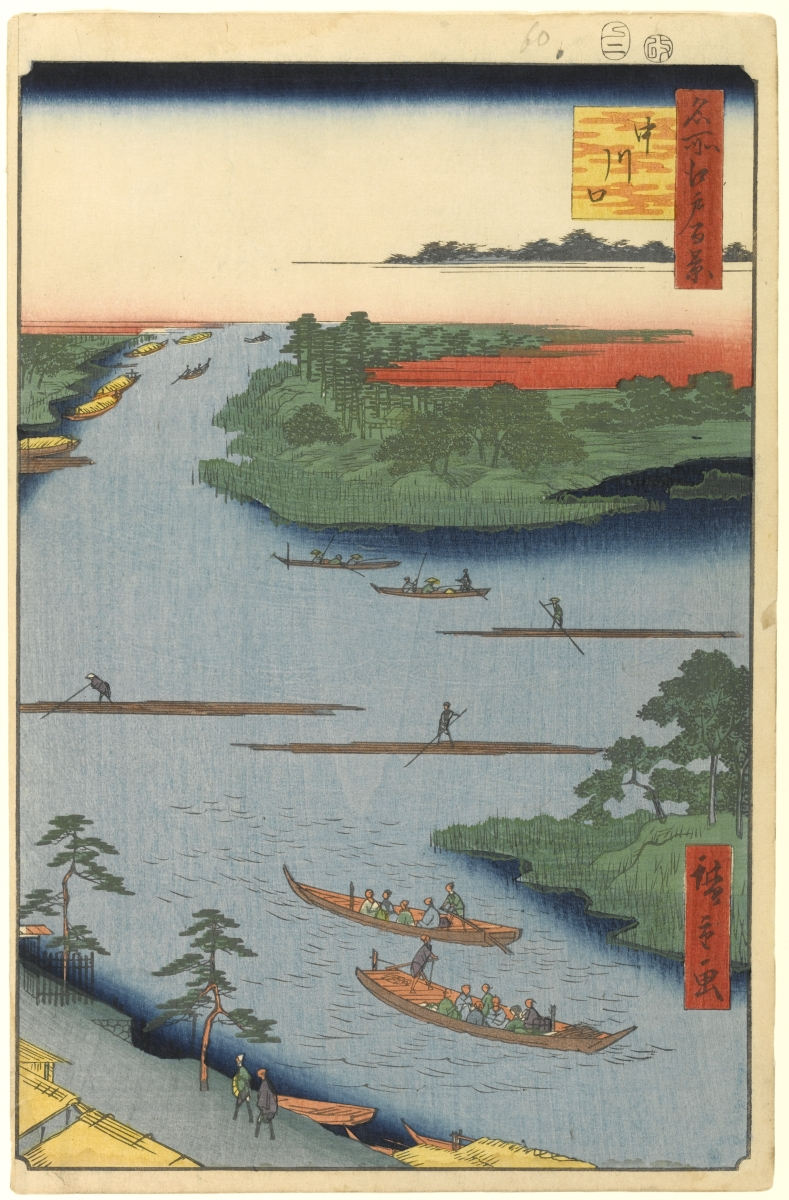
江戸時代の中川口

中川（なかがわ）は、埼玉県・茨城県および東京都を流れ東京湾に注ぐ一級河川。利根川水系の支流である。上流を天神堀や島川、中流を庄内古川と呼称する場合もある。

## 地理
埼玉県羽生市街地の住宅地の中に、水源を発する。宮田落（農業排水路）が葛西用水を伏せ越しで潜った吐口（羽生市東七丁目7-6地先）に起点を示す石標がある。
源流付近では、その排水路から繋がる河川そのままの細い流れだが、羽生市街地を抜けて周囲は田園地帯が続くようになり、小さな農業用排水路や小川を集めて徐々に幅を広げ、元は渡良瀬川（権現堂川）の流路であった幸手市付近では川幅約70 mにもなるが、幸手市上宇和田で幸手放水路の分岐により一度川幅が3分の1以下になる。
江戸川の西側を平行して南へ流れ、春日部市の国道16号地下を流れる首都圏外郭放水路に接続（この放水路へは増水時に通水する）する。北葛飾郡松伏町大川戸から同町下赤岩まで開削された河道を通り古利根川に合流し、越谷市付近で新方川と元荒川を合わせると再度川幅が広くなり幅約100 m程度になる。このあたりから流域は、農地から次第に住宅地や商業地が目立つようになる。

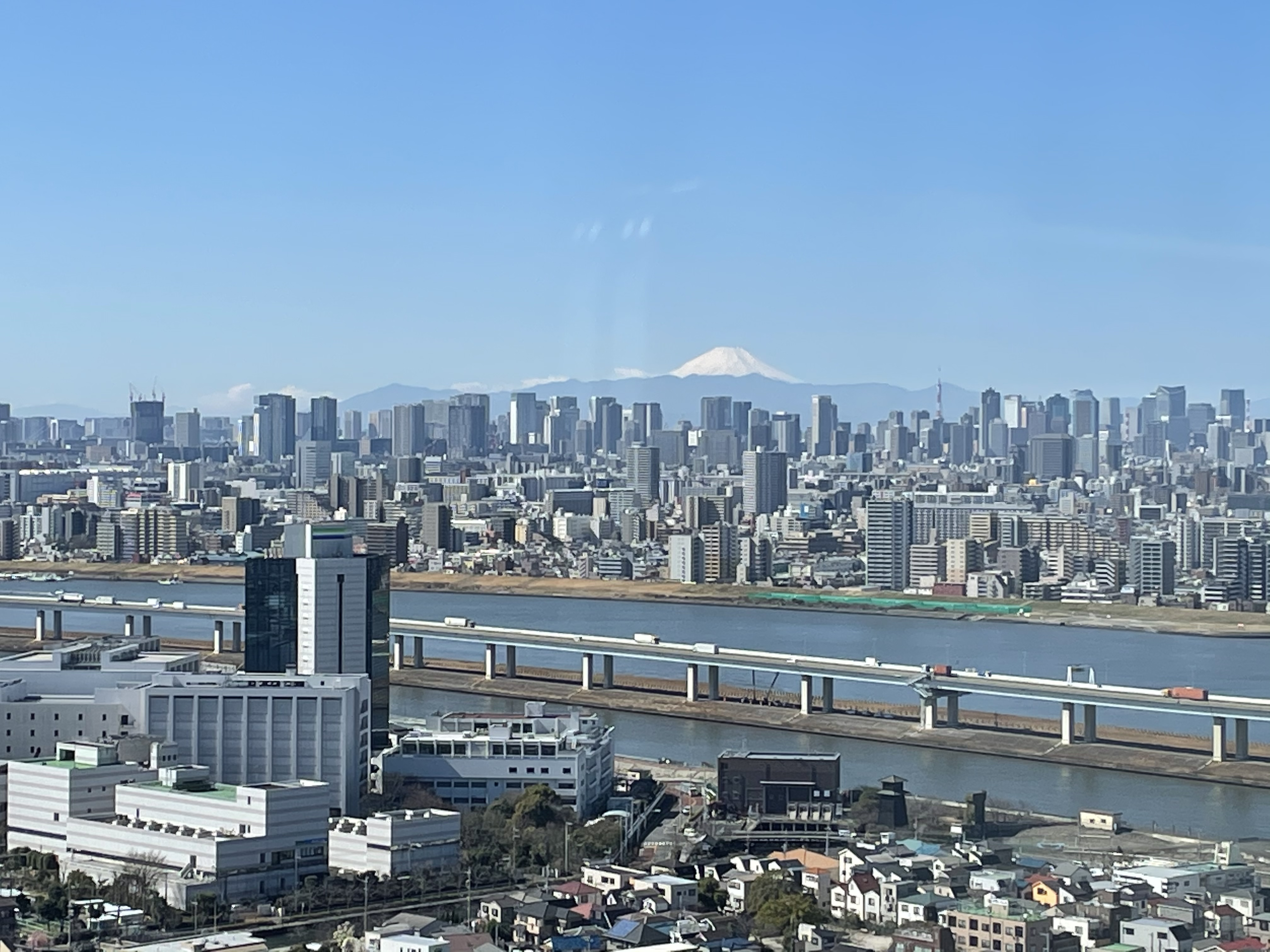
並流する中川（手前）と荒川（奥）。タワーホール船堀から撮影。2021年）

東京都葛飾区内で新中川を分ける。東京湾から約8 kmのところで綾瀬川を合わせ、以後は荒川と接しながら並流。河口付近の荒川0キロ標の直ぐ川下側で荒川と合流するが、法令上としての中川の河川区域はその先も続き、葛西臨海公園の西なぎさの突端で、東京湾に達している。綾瀬川が合流する地点には水門が設けられている。最下流部の江戸川区東小松川には、全国唯一の河川水面の競艇場である江戸川競艇場がある。
水元公園の小合溜は、中川の水を導水したものが用いられている。
中川は、利根川には合流せず荒川と並走する形で東京湾へと注ぐ。このことから荒川水系と誤解され易いが、1964年の河川法改訂時における建設省河川審議会管理部会の見解によれば、中川は利根川の分流である江戸川の分流・旧江戸川に合流する新中川放水路が分流しているため、水系の定義である「本流より分流し直接海に流入する派川と、その派川に流入する支流の全ては、同一水系に所属する」という建前から、河川法改訂後利根川水系が一級河川に指定される際に、利根川水系に属する決定が下された。このことから、中川とその支流は『利根川水系の河川』であり、荒川水系ではない。そもそも荒川は、人工河川である荒川放水路であり、元々の荒川の自然流路は隅田川である。

## 歴史
中川の流路は、その上流部は明治時代以前の庄内古川（幸手市高須賀より上流は島川）と、下流部は古利根川（利根川東遷事業以前の利根川本流で東京湾へ注ぐ河口部は旧中川）とを、北葛飾郡松伏町大川戸から松伏町下赤岩まで大正・昭和に開削された河道で接続して造られた。それ以前は古利根川が亀有付近で分流した河道のうち、江戸川区西葛西付近の河口へ向かう河道を中川と呼んだ（西へ向かうもうひとつの河道は古隅田川）。
この水系整備により、島川・庄内古川より東京湾河口までが中川として扱われ、合わせて古利根川、元荒川、綾瀬川なども中川水系とされた。
なお庄内古川は、江戸時代以前の渡良瀬川の権現堂川より下流の流路を流れた。渡良瀬川の下流は古くは太日川と呼ばれた。太日川は江戸時代に整備され野田市関宿・幸手市西関宿から南流する江戸川となり、庄内古川とは吉川市付近で合流した。松伏町金杉と吉川市上内川の境界周辺に庄内古川の流路跡となる旧堤防が残されている。
中川の河口部は旧中川を流れて東京湾へ注いでいたが、荒川放水路の開削に伴い河道は分断され、旧中川が切り離された。

### 主な出来事
- 1896年（明治29年）9月 - 台風接近に伴う集中豪雨により中川の堤防が決壊。本所区、南葛飾郡、南足立郡で多くの浸水被害者を出した[7]。
- 1936年（昭和11年）5月19日 - 渡船が転覆して乗客ら10人が死亡[8]。
- 1958年（昭和33年）7月23日、昭和33年台風第11号豪雨により江東区で堤防が決壊。多数の人家が浸水した[9]。

## 環境
人口急増による生活排水の増加、下水道整備の遅れなどの影響により、20世紀後半に水質がきわめて悪化したが、流域の下水道の普及により、1990年代から次第に改善した。もっとも、日本国内の他の河川と比べると未だ悪い方に入る。2004年にBOD値平均の全国比較で、ワースト2位になった（1位は支流の綾瀬川）。2011年の全国比較では、ワースト1位（2位は同じ支流の綾瀬川）になった。
水質が改善されてきたため、中川では23種の魚類と、4種のエビ・カニ・貝類が確認されている。

## 流域の自治体
埼玉県
羽生市、加須市、久喜市、幸手市
茨城県
猿島郡五霞町
埼玉県
幸手市、北葛飾郡杉戸町、春日部市、北葛飾郡松伏町、吉川市、越谷市、草加市、三郷市、八潮市
東京都
足立区、葛飾区、江戸川区

## 支流
| 合流 - 宮田落排水路（中川起点、羽生市内「宮田伏越」付近） - 城沼落排水路（羽生市内「藤北橋」西方付近） - 藤井落排水路（羽生市内「藤北橋」付近） - 大沼落排水路（羽生市内「弁天橋」東方付近） - 安藤堀排水路（羽生市内「天神橋」西方付近） - 操舟落排水路（羽生市内「中荻大橋」西方付近） - 新槐堀川（加須市内「板橋」東方付近） - 手子堀川（六ヶ村手子堀排水路、加須市内「鹿沼橋」南東方付近） - 午ノ堀川（加須市内「八ツ島橋」南東付近） - 十王排水路（加須市・久喜市境界「古門樋橋」北側付近） - 会の川（加須市内「川口橋」南方付近にて葛西用水路より放水） - 稲荷木落排水路（久喜市内「島川橋」東方） - 大排水路（久喜市・幸手市境界「島川橋梁」北西付近） - 大堀排水路（久喜市・幸手市境界「島川橋梁」北西付近） - 権現堂川（幸手市内「行幸橋」南東付近） - 冬木落川（猿島郡五霞町大字幸主付近） - 五霞落川（幸手市・猿島郡五霞町境界） - 神扇落（北葛飾郡杉戸町内「船渡橋」南方） - 権現堂川用水路（北葛飾郡杉戸町大字大塚「大榎橋」北方） - 四ヶ村落（北葛飾郡杉戸町・春日部市境界「松富橋」北方） - 安戸落悪水路（春日部市内「松富橋」南方） - 打田落悪水路（春日部市内「中川橋」北方付近） - 倉松川（春日部市内「中川人道橋」北方付近） - 庄内領悪水路（春日部市永沼、水角境界付近） - 18号水路（中庄内排水路：春日部市永沼、水角境界付近） - 承水溝（春日部市内「庄内古川橋」南東方） - 九尺排水路（川辺大排水路：北葛飾郡松伏町内「新開橋」北方付近） - 金杉大排水路（北葛飾郡松伏町内「豊橋」北西方） - 八間堀悪水路（北葛飾郡松伏町・越谷市境界「弥生橋」南方付近） - 大落古利根川（北葛飾郡松伏町・越谷市境界「弥生橋」南方付近） - 下八間堀悪水路（吉川市内「新川橋」南方付近） - 木売落（吉川市内「新川橋」南方付近） - 新方川（越谷市・吉川市境界「中川水道橋」北方付近） - 元荒川（越谷市・吉川市境界「吉川橋」北側付近） - 四条幹排水路（越谷市・吉川市境界「吉越橋」北方付近） - 千疋幹排（越谷市・草加市・吉川市境界付近） - 綾瀬川放水路（八潮市・三郷市境界「潮郷橋」南方） - 垳川（埼玉県・東京都境界） - 大場川（埼玉県・東京都境界） - 花畑運河（埼玉県・東京都境界南方） - 綾瀬川（葛飾区内「上平井橋」南側付近） - 新川（江戸川区内「荒川・中川橋梁（都営新宿線）」南方付近） - 荒川（当川終点・河口） | 分水 - 権現堂川用水路（幸手市内「行幸橋」南東付近） - 幸手放水路（幸手市内「宇和田公園橋」北方付近） - 金杉放水路（北葛飾郡松伏町内「豊橋」北西方） - 三郷放水路（八潮市・三郷市境界「中川橋梁（つくばエクスプレス）」南方、1979年完成） - 新中川（葛飾区内「中川橋梁（京成本線）」南方付近） 交差水路・河川 - 葛西用水路（中川起点、羽生市内「宮田伏越」付近） |

## 橋梁
上流から
- 261号橋
- 向谷橋
- 名称不明
- 藤北橋
- 北谷橋
- 中谷橋（埼玉県道84号羽生栗橋線）
- 弁天橋
- 天神橋
- 名称不明
- 中荻大橋
- 天神堀川橋（東北自動車道）
- 日本橋（埼玉県道366号三田ヶ谷礼羽線）
- 西道橋
- 十軒橋
- 天神橋（埼玉県道46号加須北川辺線）
- 鷹野橋
- 内野橋
- 板橋
- 鹿沼橋
- 道橋
- 八ツ島橋
- 水門橋（埼玉県道346号砂原北大桑線）
- 令和橋（栗橋大利根バイパス）
- 豊野橋
- 荒井大橋
- 古門樋橋（国道125号）（加須市・久喜市）
- 門樋橋（埼玉県道3号さいたま栗橋線）（久喜市）
- 古利根川橋梁（東北本線）（久喜市）

- 島川橋（久喜市）
- 中川橋（久喜市）
- 東北新幹線（久喜市）

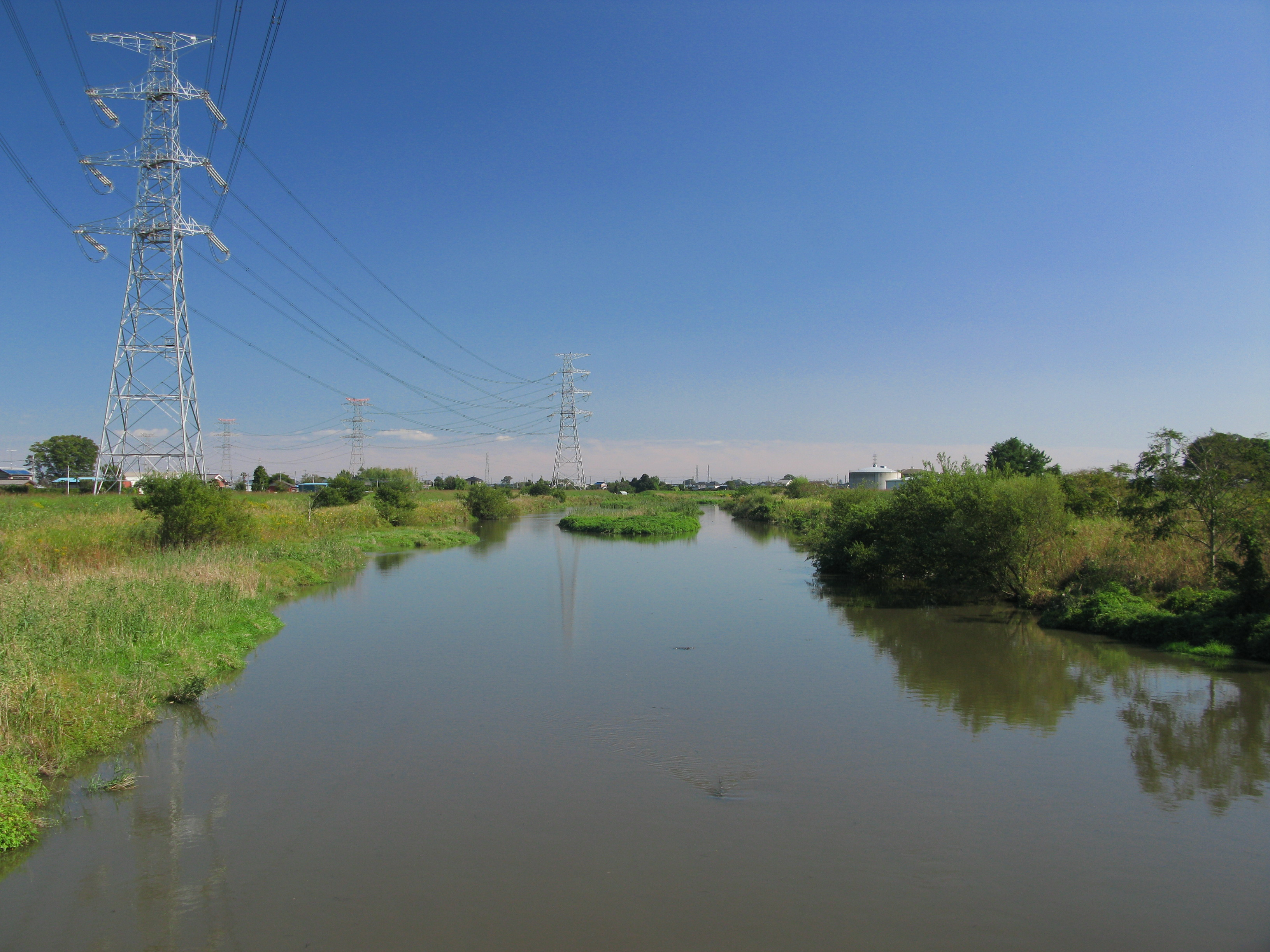
島川橋付近（久喜市島川地区）

- 昭和橋（埼玉県道316号阿佐間幸手線）（久喜市・幸手市）
- 島川橋梁（東武日光線）（幸手市）
- 行幸橋（国道4号）（幸手市）
- 上船渡橋（埼玉県道・茨城県道267号幸手境線）（幸手市・猿島郡五霞町）
- 令和橋（埼玉県道・茨城県道267号幸手境線バイパス）（幸手市・猿島郡五霞町）
- 首都圏中央連絡自動車道（幸手市・猿島郡五霞町）
- 宇和田公園橋（幸手市）
- 権現堂橋（幸手市）
- 新船渡橋（茨城県道・千葉県道・埼玉県道26号境杉戸線）（幸手市）
- 古川橋（幸手市）
- 吉田橋（幸手市）
- 高平橋（幸手市）
- 天神橋（埼玉県道383号惣新田幸手線）（幸手市）
- 玉子橋（幸手市）
- 船渡橋（千葉県道・埼玉県道183号次木杉戸線）（杉戸町）
- 万年橋（春日部市・杉戸町）
- 大榎橋（春日部市・杉戸町）
- 松富橋（埼玉県道320号西宝珠花春日部線）（春日部市）
- 庄内橋（埼葛広域農道）（春日部市）
- 中川橋（国道16号春日部野田バイパス）（春日部市）
- 新川橋（埼玉県道321号西金野井春日部線）（春日部市）
- 中川人道橋（春日部市）
- 庄内古川橋梁（東武野田線）（春日部市）
- はなみずき橋（都市計画道路藤塚米島線[12]）（春日部市）
- 永沼橋（春日部市）
- 庄内古川橋（新4号国道越谷春日部バイパス）（春日部市）
- 倉田橋（春日部市）
- 新開橋（埼玉県道80号野田岩槻線）（北葛飾郡松伏町）
- 松乃木橋（北葛飾郡松伏町）

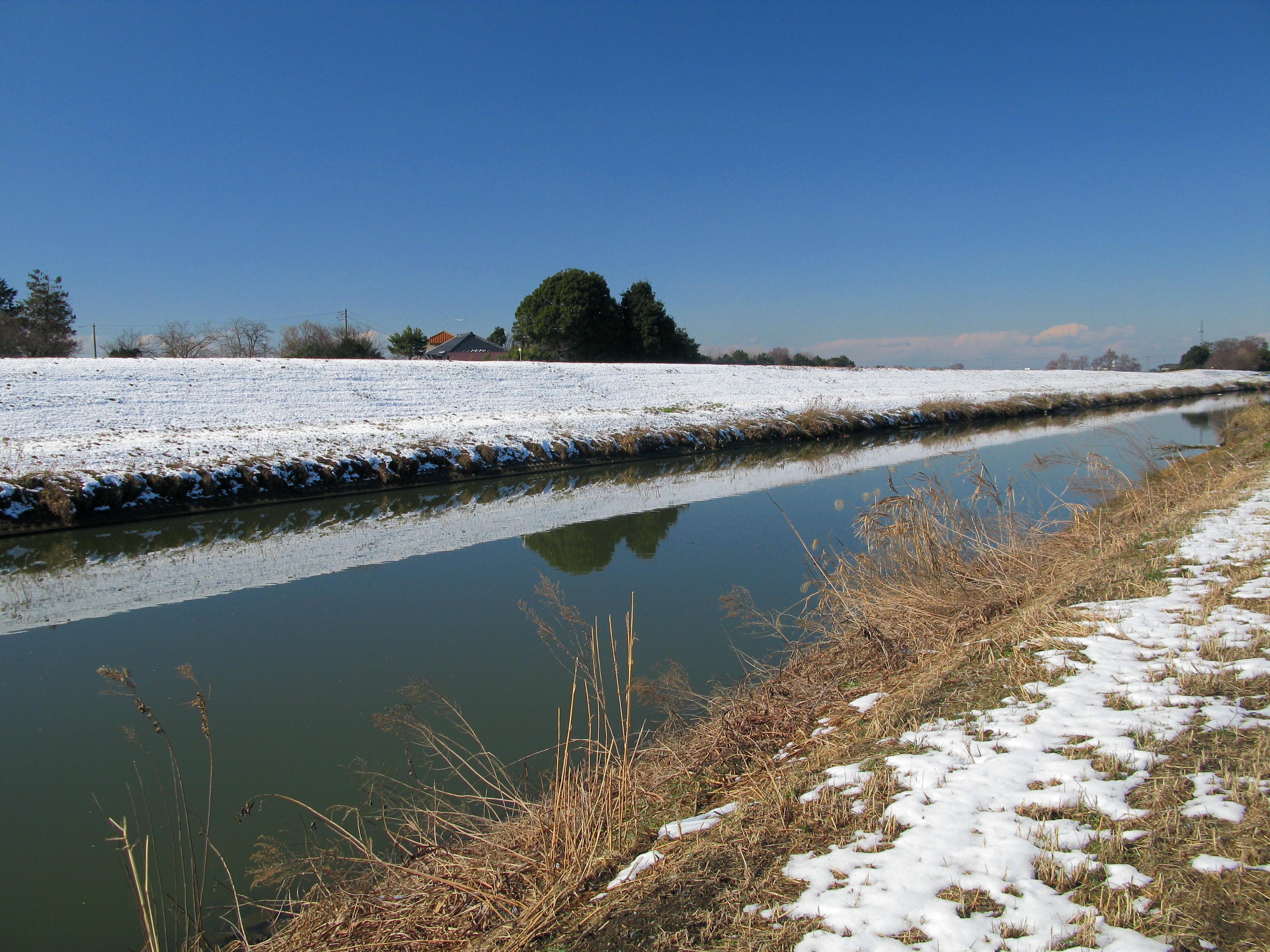
豊橋付近（松伏町金杉地区）

- 豊橋（埼玉県道19号越谷野田線）（北葛飾郡松伏町・吉川市）
- 田島橋（北葛飾郡松伏町）
- 旭橋（埼玉県道378号中井松伏線）（北葛飾郡松伏町・吉川市）
- 赤岩橋（北葛飾郡松伏町）
- 弥生橋（埼玉県道67号葛飾吉川松伏線）（北葛飾郡松伏町）
- 新川橋（吉川市道1-979号線）（吉川市）
- 吉川橋（埼玉県道52号越谷流山線）（越谷市・吉川市）
- 吉越橋（埼玉県道52号越谷流山線）（越谷市・吉川市）
- 中川橋梁（武蔵野線）（越谷市・吉川市）
- 新中川水管橋（※水道・人道橋）（越谷市・吉川市）
- 八条橋（埼玉県道29号草加流山線）（八潮市・三郷市）
- 潮郷橋（国道298号、東京外環自動車道）（八潮市・三郷市）
- 共和橋（埼玉県道116号八潮三郷線、首都高速6号三郷線）（八潮市・三郷市）
- 中川橋梁（つくばエクスプレス）（八潮市・三郷市）
- 新中川橋（埼玉県道54号松戸草加線）（八潮市・三郷市）
- 潮止橋（埼玉県道54号松戸草加線）（八潮市）
- 飯塚橋（東京都道501号王子金町市川線）（東京都足立区、葛飾区）
- 中川橋梁（常磐線）（東京都足立区、葛飾区）
- 中川橋（東京都道467号千住新宿町線）（旧水戸街道）
- 中川大橋（国道6号）（東京都葛飾区）
- 中川橋梁（京成本線）（東京都葛飾区）
- 高砂橋（旧東京都道468号堀切橋金町浄水場線）
- 青砥橋（東京都道318号環状七号線）

- 奥戸橋
- 本奥戸橋（東京都道60号市川四ツ木線）

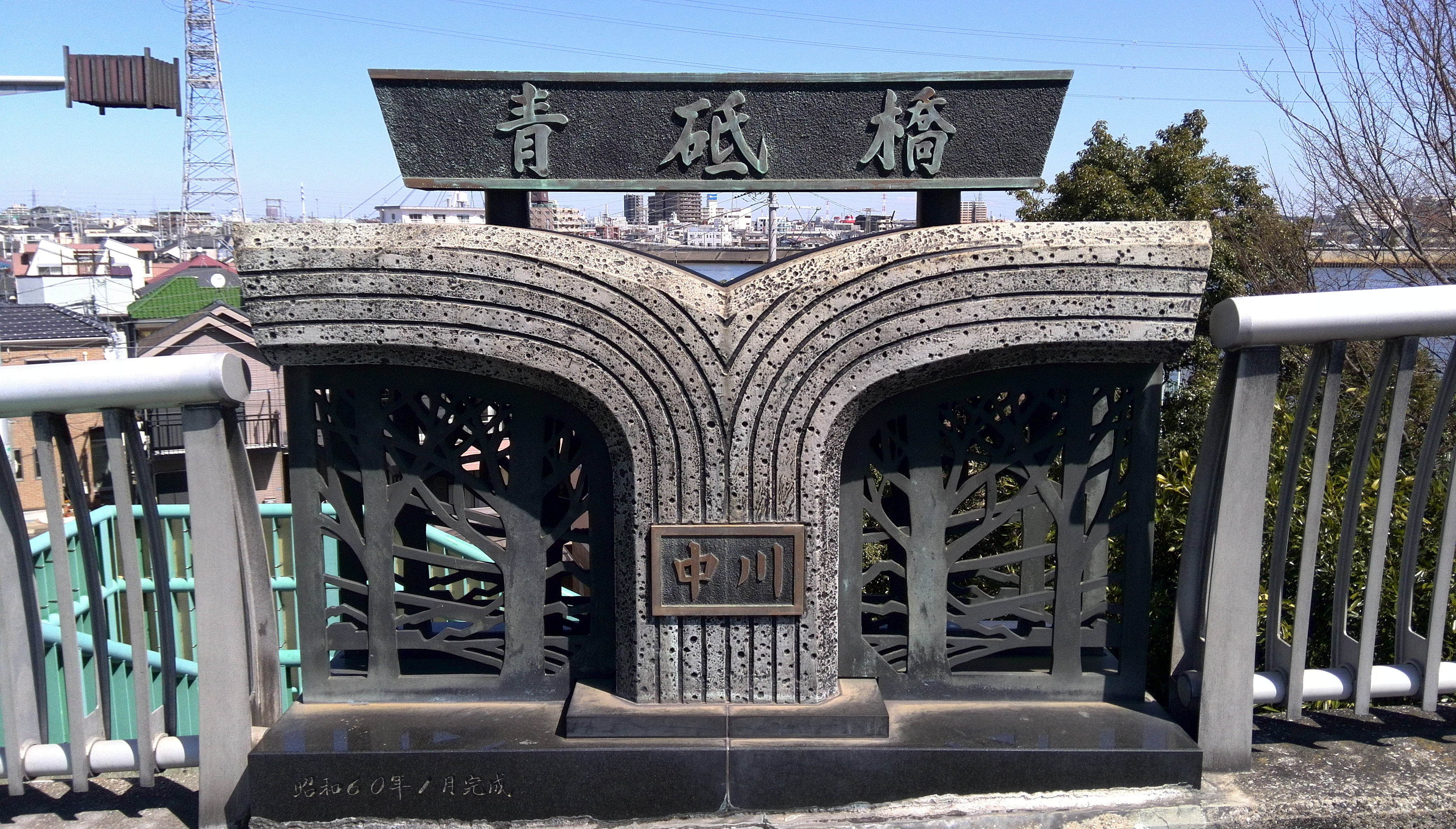
青砥橋

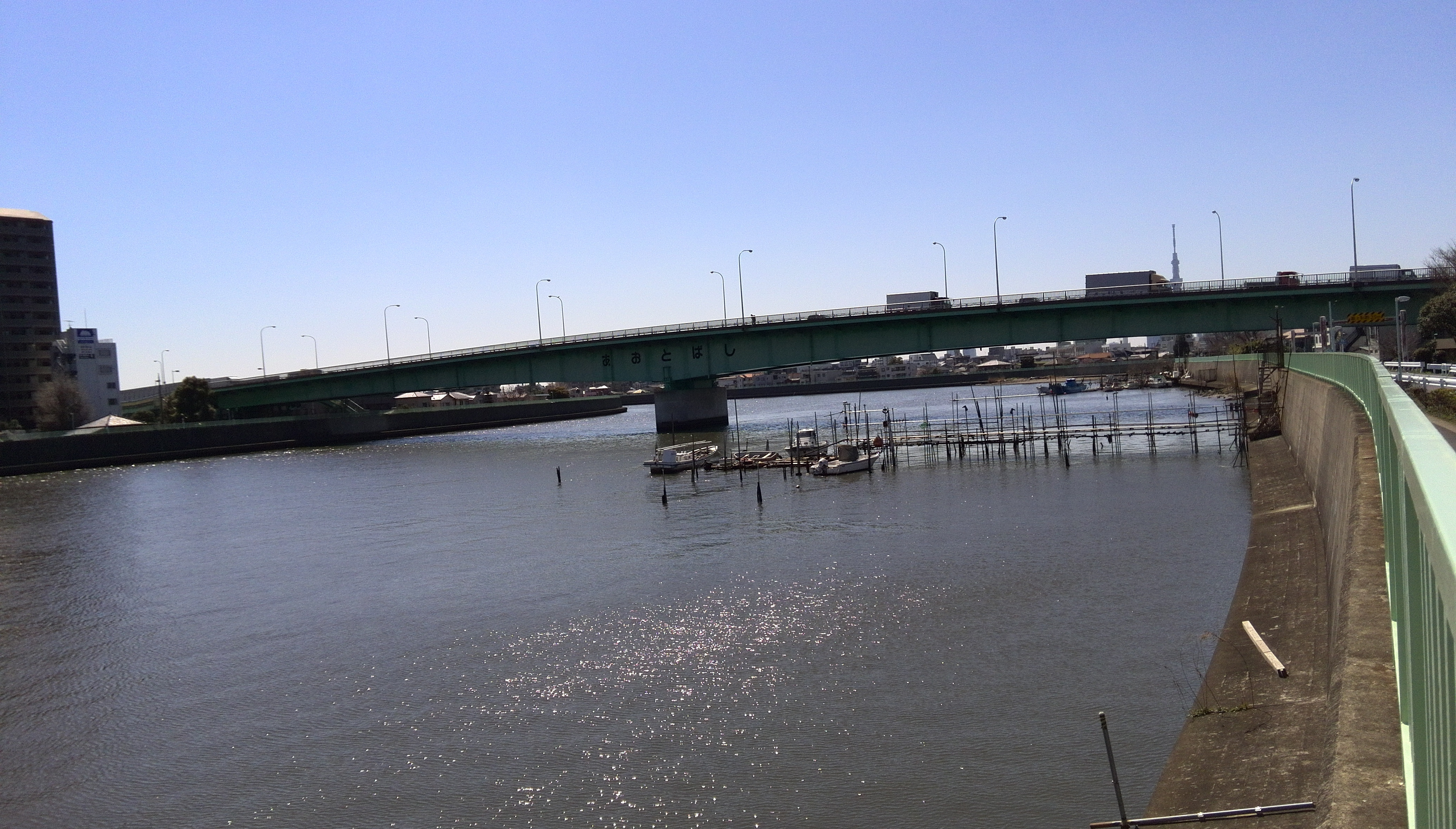
青砥橋

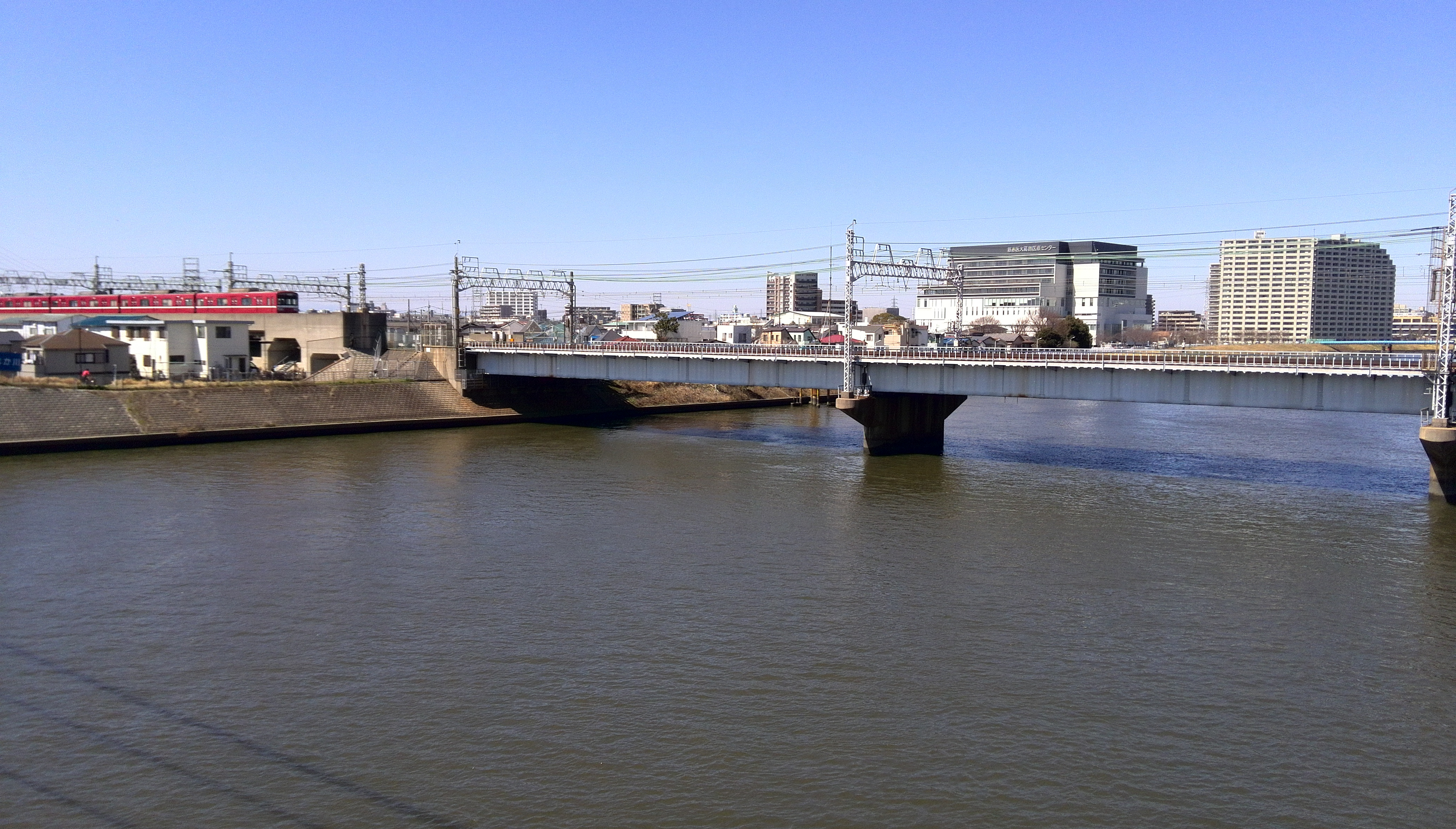
中川橋梁

- 平和橋（東京都道308号千住小松川葛西沖線）
- 上平井橋
- 平井大橋（東京都道315号御徒町小岩線）（東京都葛飾区、江戸川区）
- 荒川・中川橋梁（総武本線）（東京都葛飾区、江戸川区）
- 小松川大橋、新小松川大橋（国道14号）（東京都江戸川区）
- 荒川大橋（首都高速7号小松川線）（東京都江戸川区）
- 船堀橋（東京都道50号東京市川線）（東京都江戸川区）
- 荒川・中川橋梁（都営新宿線）（東京都江戸川区）
- 葛西橋（東京都道10号東京浦安線、東京都道475号永代葛西橋線）（東京都江東区、江戸川区）
- 荒川中川橋梁（東京メトロ東西線）（東京都江東区、江戸川区）
- 清砂大橋（東京都道10号東京浦安線）（東京都江東区、江戸川区）
- 荒川河口橋（国道357号 東京湾岸道路）、荒川湾岸橋（首都高速湾岸線）（東京都江東区、江戸川区）
- 荒川橋梁（JR東日本京葉線）（東京都江東区、江戸川区）